# Jonokuchi
 (février 2024).
Si vous disposez d'ouvrages ou d'articles de référence ou si vous connaissez des sites web de qualité traitant du thème abordé ici, merci de compléter l'article en donnant les références utiles à sa vérifiabilité et en les liant à la section « Notes et références ».
Jonokuchi (序ノ口) est la dernière division de classement des lutteurs de sumo. Tous les lutteurs, mis à part ceux qui ont réussi une brillante carrière universitaire et sont autorisés à débuter en haut de makushita, débutent en jonokuchi.
En plus des nouveaux lutteurs, la division regroupe les autres nouvelles recrues et les anciens lutteurs retombés dans le classement à cause de mauvais résultats ou de blessures.
La position initiale d'un nouveau lutteur est déterminée par son résultat à un tournoi, le mae-zumo, ayant lieu lors du tournoi précédent leur première apparition sur le banzuke (classement).
La division jonokuchi comporte en moyenne entre 70 et 100 lutteurs, avec une pointe à chaque Natsu Basho, en mai. En effet, le nombre de mae-zumo au tournoi précédent (le Haru Basho, en mars) étant généralement beaucoup plus élevé, du fait de la fin de l'année scolaire japonaise.
La division jonokuchi suit la division jonidan dans le système de classement des lutteurs de sumo.